# 柴やすよ
柴 やすよ（しばやすよ、1981年3月8日 - ）は、日本とハリウッドで活動する女優。ハッピーアニマルプロジェクト代表。犬猫健康カウンセラー。日本人。
アートプロモーション所属。埼玉県川越市出身。血液型はO型。

## 来歴・人物
高校卒業後に単身渡米し、ハリウッドで芝居を学んだ経験がある。
代表作に、ヒュー・ジャックマン主演、ジェームズ・マンゴールド監督作品 映画「ウルヴァリン」、
デイブ・ボイル監督作品 映画「Man From Reno」などがある。
「Man From Reno」には、日本で開催されたオーディションからメインキャストであるジュンコ役に抜擢され出演。
本作品は、2014年ロサンゼルス映画祭でグランプリを受賞した。
自身のペットが腎不全になった事をきっかけに、
動物医療を学ぶ。
動物病院で修行したのちに独立し、
ハッピーアニマルプロジェクトを立ち上げる。
犬猫健康カウンセラーとして活躍。
柴やすよのカウンセリングを受けた飼い主さんのペットは次々と改善され、一生治らない病気と言われているペットのてんかんも何匹も完治している。カウンセリングがペットの健康改善や問題行動において根本的な解決に向かわせることから、一人でも多くのカウンセラーが育つことでより多くのペットや飼い主さんが救われるとし、カウンセラーの養成も行っている。
ペットの個性や性質を表す「パーソナルポイント」を発見。
飼い主さんがそれを知る事が健康改善に繋がることから、
パーソナルポイントの普及活動を行っている。

。

## 出演

### テレビドラマ
- ケータイ捜査官7 第1話 - 第3話（2008年、テレビ東京）
- ナサケの女〜国税局査察官〜 第1話（2010年、テレビ朝日）
- URAKARA（2011年、テレビ東京）
- 東京特許許可局 第3話（2014年、NHK Eテレ）
- モンスター清掃員（2014年、NHK Eテレ）

### 映画
- 歌舞伎町ひよこ組（2007年）監督:権野元
- 悪意（2008年）監督:篠原哲雄
- キャタピラー（2010年）監督:若松孝二
- 電話の向こう側（2011年）監督:増田俊樹
- 老獄/OLD PRISON（2012年） 監督:辻岡正人
- まだ、人間（2012年） 監督:松本准平
- ウルヴァリン:SAMURAI(2013年) 監督:ジェームズ・マンゴールド
- Man From Reno〜リノから来た男〜(2013年)監督: Dave Boyle  2014年ロサンゼルス映画祭グランプリ受賞作品
- ゼウスの法廷（2014年)監督:高橋玄
- 種まく旅人〜華蓮のかがやき〜(2021年)監督：井上昌典

### 舞台
- Party Night（2005年）-Hollywood
- Actor's Nightmere（2005年）-Hollywood
- Domina Trix（2006年）-West Hollywood
- Coyote Ugly（2006年）-West Hollywood
- 明るい結婚式の挙げ方（2007年）
- 寺山修二〜過激なる疾走〜（2007年）-紀伊國屋ホール
- 長井秀和✖柴やすよ 二人バラエティ芝居「危険日」(2013年)
- ディストピア(2013年)-吉祥寺シアター
- 時刑(2014年)-吉祥寺シアター

### CM
- ソフトバンク（2010年）

## 雑誌
- 週刊ゴルフダイジェスト（2007年） - ビューティークイーン